# Jakub Tomáš
Jakub Tomáš (* 4. dubna 1982 Jihlava) je český akademický malíř.

## Život a dílo
Studoval na pražské AVU. Jeho dřívější obrazy jsou typické formátem plátna, které má zakulacené rohy, protože sám malíř nemá rád ostré hrany.  Malíř často zobrazuje skupiny lidí, interakce mezi osobami a oblíbený je jeho cyklus Kina.

## Výstavy
- 2011 – Circlecinama, Letní filmová škola v Uherském Hradišti, galerie Slováckého divadla
- 2011 – S = Π . R 2, Dům U Zlatého prstenu
- 2012 – Princip přeplňování, Galerie Půda, Jihlava
- 2013 – Ohledání místa, Galerie K.ART.ON
- 2014 – Fundament: Barva Pure Beauty, Petr Gruber, Jakub Tomáš; Oblastní galerie Vysočiny v Jihlavě
- 2014 – Stafáž přítomnosti, Galerie OFF/FORMAT, Brno